# 알로라

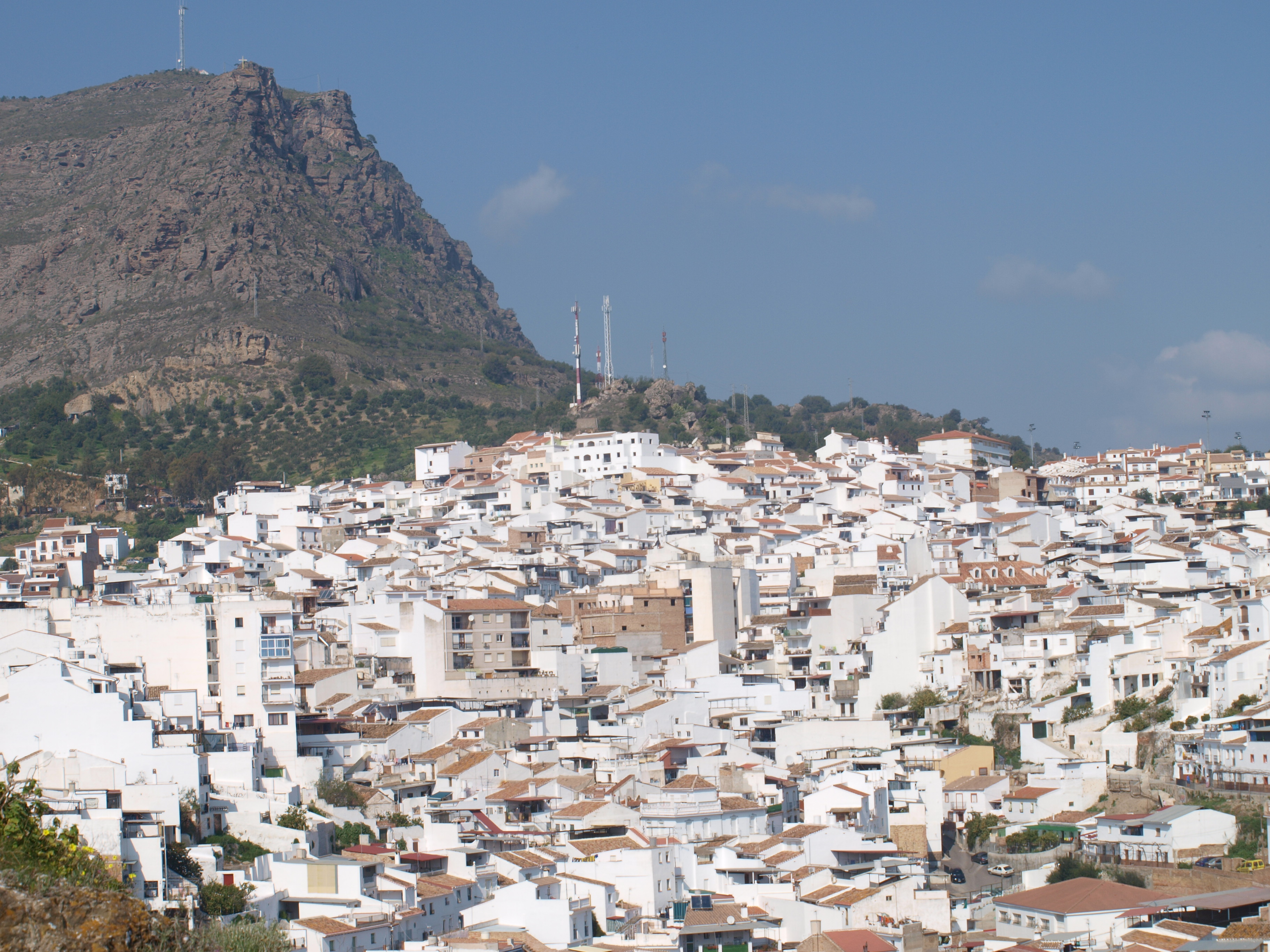

알로라(Álora)는 스페인 안달루시아 지방 말라가주의 도시이다.